# Dichochrysa duplicata
Dichochrysa duplicata är en insektsart som först beskrevs av Navás 1934.  Dichochrysa duplicata ingår i släktet Dichochrysa och familjen guldögonsländor.

## Underarter
Arten delas in i följande underarter:
- D. d. duplicata
- D. d. mascarenica
- D. d. polyneura